# Xiao Di
Xiao Di (14 de mayo de 1991), es un luchador chino de lucha grecorromana. Compitió en dos campeonatos mundiales. Se clasificó en la séptima posición en 2015. Ganó la medalla de plata en los Juegos Asiáticos de 2014. Consiguió tres medallas en campeonato asiático. Se clasificó en la segunda posición en 2012 y 2015. Tercero en Campeonato Mundial de Juniores del año 2011.